# Temporada 1994 del Campeonato de España de Rally
La temporada 1994 fue la edición 38.ª del Campeonato de España de Rally. Comenzó el 25 de marzo en el Rally El Corte Inglés y terminó el 20 de noviembre en el Rally de La Coruña. El calendario estaba compuesto por doce pruebas de las cuales dos, Rally El Corte inglés y Príncipe de Asturias, puntuaban para el Campeonato de Europa y una, Rally Cataluña, para la Copa del Mundo de 2 Litros.

## Calendario
| #  | Fecha               | Rally                             | Series  |
| -- | ------------------- | --------------------------------- | ------- |
| 1  | 25-26 de marzo      | 18.º Rally El Corte Inglés        | ERC     |
| 2  | 9 de abril          | 12.º Rally Villa de Adeje         |         |
| 3  | 23-24 de abril      | 16.º Rally Caja Cantabria         |         |
| 4  | 14-15 de mayo       | 17.º Rally Sierra Morena          |         |
| 5  | 4-5 de junio        | 18.º Rally Villa de Llanes        |         |
| 6  | 25-26 de junio      | 27.º Rally de Ourense             |         |
| 7  | 9-10 de julio       | 16.º Rally San Froilán            |         |
| 8  | 23-24 de julio      | 18.º Rally San Agustín            |         |
| 9  | 9-11 de septiembre  | 31.º Rally Príncipe de Asturias   | ERC     |
| 10 | 24-25 de septiembre | 30.º Rally Rías Baixas            |         |
| 11 | 2-4 de noviembre    | 30.º Rally Cataluña - Costa Brava | Copa 2L |
| 12 | 19-20 de noviembre  | 12.º Rally de La Coruña           |         |

## Equipos
| Equipo                                   | Vehículo                | Piloto                | Copiloto                | Rondas            |
| Equipos oficiales                        | Equipos oficiales       | Equipos oficiales     | Equipos oficiales       | Equipos oficiales |
| ---------------------------------------- | ----------------------- | --------------------- | ----------------------- | ----------------- |
| Renault Sport España Renault Competición | Renault Clio Williams   | Oriol Gómez           | Marc Martí              | 1, 3-9, 11        |
| Opel Team España                         | Opel Astra GSi 16V      | Luis Climent          | José Antonio Muñoz      | 1-9               |
| Opel Team España                         | Opel Astra GSi 16V      | José María Bardolet   | Alex Romaní             | 1-9               |
| Peugeot Sport España                     | Peugeot 106 Rallye      | Jaime Azcona          | Julius Billmaier        | 1, 4-9, 11-12     |
| Peugeot Sport España                     | Peugeot 106 Rallye      | David Guixeras        | Jordi Albadalejo        | 1, 4-9, 11-12     |
| Peugeot Sport España                     | Peugeot 306 S16         | Borja Moratal         | Alfredo Rodríguez       | 1, 3-7, 9-12      |
| Equipos privados                         |                         |                       |                         |                   |
| Escudería Siroco Narón                   | Ford Escort RS Cosworth | Germán Castrillón     | Secundino Castrillón    | 3                 |
| Escudería Siroco Narón                   | Ford Escort RS Cosworth | Germán Castrillón     | Estrella Castrillón     | 5-7, 9            |
| Escudería Siroco Narón                   | Ford Escort RS Cosworth | Germán Castrillón     | José Manuel López       | 10                |
| Escudería Purroy                         | Renault Clio Williams   | Javier Azcona         | Inma Vittorini          | 1, 3-5, 9, 11-12  |
| Escudería Purroy                         | Renault Clio Williams   | Javier Azcona         | Juan Louro              | 8, 10             |
| Escudería Ourense                        | Renault Clio Williams   | Javier Azcona         | Juan Louro              | 6                 |
| D.S.C Equipo Rallye                      | Renault Clio Williams   | Miguel Martínez Conde | Felipe Alonso Fernández | 3, 5-9, 12        |
| Escudería Costa Brava                    | Peugeot 106 Rallye      | David Nafría          | Oriol Julià             | 3-9, 11           |

## Resultados

### Campeonato de pilotos
- En las pruebas El Corte Inglés, Príncipe de Asturias y Cataluña solo se reflejan los resultados relativos al campeonato de España.

| Pos. | Piloto                | COI | ADE | CAJ | SMO | LLA | OUR | SFR | SAG | PDA | RBX | CAT | COR | Puntos |
| ---- | --------------------- | --- | --- | --- | --- | --- | --- | --- | --- | --- | --- | --- | --- | ------ |
| 1.   | Oriol Gómez           | 1   |     | 1   | 4   | 1   | Ret | 1   | 1   | 1   |     | 1   |     | 1.280  |
| 2.   | Luis Climent          | 3   | 2   | 2   | 1   | 2   | 2   | 2   | 2   | 2   |     |     |     | 967    |
| 3.   | José María Bardolet   | 2   | 4   | 3   | 2   | 3   | 1   | 6   | 3   | Ret |     |     |     | 877    |
| 4.   | Jaime Azcona          | 6   |     |     | 7   | 4   | 6   | 5   | 6   | 4   |     | 4   | 1   | 870    |
| 5.   | Germán Castrillón     |     |     | ?   |     | ?   | 3   | 3   |     | 6   | 2   |     | 5   | 790    |
| 6.   | Javier Azcona         | 8   |     | ?   | 10  | ?   | 10  | 7   | 10  | 7   | 3   | 5   | 4   | 726    |
| 7.   | David Guixeras        | 5   |     |     | 6   | 5   | 5   | 8   | 7   | Ret |     | Ret | 3   | 692    |
| 8.   | Miguel Martínez Conde |     |     | 5   |     | ?   | 4   | Ret | 5   | 5   |     |     | 2   | 544    |
| 9.   | Borja Moratal         | Ret |     | 4   | 3   | ?   | Ret | Ret |     | Ret | 1   | Ret | Ret | 408    |
| 10.  | David Nafría          |     |     | ?   | 15  | ?   | 16  | 12  | ?   | 10  |     | 9   |     | 343    |

### Campeonato de marcas
| Pos. | Marca   | Puntos |
| ---- | ------- | ------ |
| 1.   | Renault | 846    |
| 2.   | Peugeot | 844    |
| 3.   | Ford    | 440    |
| 4.   | Opel    | 425    |
| 5.   | Hyundai | 298    |

### Campeonato de copilotos
| Pos. | Piloto              | Puntos |
| ---- | ------------------- | ------ |
| 1.   | Marc Martí          | 1280   |
| 2.   | José Antonio Muñoz  | 967    |
| 3.   | Alex Romaní         | 877    |
| 4.   | Julius Billmaier    | 870    |
| 5.   | Estrella Castrillón | 790    |
| 6.   | Jordi Albadalejo    | 726    |
| 7.   | Inma Vittorini      | 692    |
| 8.   | Felipe Alonso       | 544    |
| 9.   | Alfredo Rodríguez   | 408    |
| 10.  | Oriol Julia         | 383    |

### Grupo N
| Pos. | Piloto              | Puntos |
| ---- | ------------------- | ------ |
| 1.   | Germán Castrillón   | 1135   |
| 2.   | Javier Azcona       | 1068   |
| 3.   | Sergio Vallejo      | 704    |
| 4.   | David Nafría        | 668    |
| 5.   | Miguel Ángel Fuster | 618    |

### Copa Nacional Renault de rallyes
| Pos. | Piloto              | Puntos |
| ---- | ------------------- | ------ |
| 1.   | Javier Azcona       | 1006   |
| 2.   | Miguel Ángel Fuster | 582    |
| 3.   | Alfonso Loza        | 391    |
| 4.   | José Calvo          | 332    |
| 5.   | Javier Piñeiro      | 321    |
| 6.   | J. L. Carrera       | 281    |
| 7.   | E. Barrenetxea      | 150    |
| 8.   | F. Álvarez          | 103    |
| 9.   | F. González         | 54     |

### Desafío Peugeot
| Pos. | Piloto         |
| ---- | -------------- |
| 1.   | Sergio Vallejo |

### Copa Hyundai
| Pos. | Piloto             |
| ---- | ------------------ |
| 1.   | Toni Vidal         |
| 2.   | J. Carlos Táboas   |
| 3.   | José Miguel Fraile |
| 4.   | Eusebio Frías      |
| 5.   | Félix García       |